# Liste der Naturdenkmale in Eitelborn
Die Liste der Naturdenkmale in Eitelborn nennt die im Gemeindegebiet von Eitelborn ausgewiesenen Naturdenkmale (Stand 13. Juni 2024).

## Ehemalige Naturdenkmale
| Nr. | Bezeichnung | Lage                                                            | Beschreibung                                 | Bild                                    |
| --- | ----------- | --------------------------------------------------------------- | -------------------------------------------- | --------------------------------------- |
|     | Rotbuche    | nördlich des Ortes in der Waldgemarkung; Abteilung Sauwald Lage | Fagus sylvatica; Rechtsverordnung aufgehoben | Direkt Bild zu diesem Denkmal hochladen |
|     | Stieleiche  | südwestlich des Ortes bei der Domäne Denzerheide Lage           | Quercus robur; Rechtsverordnung aufgehoben   | Direkt Bild zu diesem Denkmal hochladen |